# Estelle Maskame
Estelle Maskame (nacida en junio de 1997)  es una escritora escocesa de Ficción juvenil.

## Primeros años
Maskame creció en Peterhead (Escocia)  y asistió a la Academia de Peterhead. 
A los 11 años ya escribía novelas completas, y a los 13 empezó a publicarlas en Internet, donde publicó Did I Mention I Love You? (DIMILY) en Wattpad y lo promocionó en Twitter; tuvo más de 4 millones de visitas. 

## Carrera literaria
La primera novela de Maskame, Did I Mention I Love You) (DIMILY), fue publicada por Black & White Publishing en 2015, cuando tenía 17 años. Le siguieron Did I Mention I Need You? (2015), Did I Mention I Miss You? (2016), y Just Don't Mention It (2018), y luego Did I Mention it's 10 Years Later? (2019) en el décimo aniversario de la primera publicación (en línea). Escribió dos novelas independientes, Dare to Fall (2017) y The Wrong Side of Kai (2019), antes de su trilogía Mila de Becoming Mila, Trusting Blake y The Making of Mila and Blake.
La serie DIMILY ha vendido más de 1,5 millones de ejemplares y los derechos de sus traducciones se han vendido a 19 territorios.
La primera novela para adultos de Maskame, Somewhere in the Sunset, se publicó en abril de 2024.

## Premios
Maskame ganó el premio de las Artes 2016 de los Young Scot Awards y fue preseleccionada para el premio de Novela Romántica para Jóvenes Adultos del Año.
El Young Women's Movement la nombró una de sus «30 menores de 30 años» en 2016: esta lista anual comprende «30 mujeres y personas no binarias de Escocia, que están realizando cambios en su comunidad o en la sociedad en general».

## Publicaciones
Novelas independientes:
- Dare to Fall. Black & White Publishing. 2017. ISBN 9781785301087.[7]
- The Wrong Side of Kai. Black & White Publishing. 2019. ISBN 9781785302480.[8]
- Somewhere in the Sunset. Ink Road. 2024. ISBN 9781785304934.[12]

Serie DIMILY:
- Did I Mention I Love You? Black & White Publishing. 2015.[13][14]
- Did I Mention I Need You? Black & White Publishing. 2015. [6]
- Did I Mention I Miss You? Black & White Publishing. 2016.[6]
- Just Don't Mention It. Ink Road. 2018.[15]
- Did I Mention it's 10 Years Later? Black & White Publishing. 2019.[6]

La trilogía de Mila
- Becoming Mila. Black & White Publishing. 2021. ISBN 9781785303326.[4][9]
- Trusting Blake. Ink Road. 2021. ISBN 9781785303630. [9][16]
- The Making of Mila and Blake. Ink Road. 2022. ISBN 9781785303777.[9]